# Histèria femenina

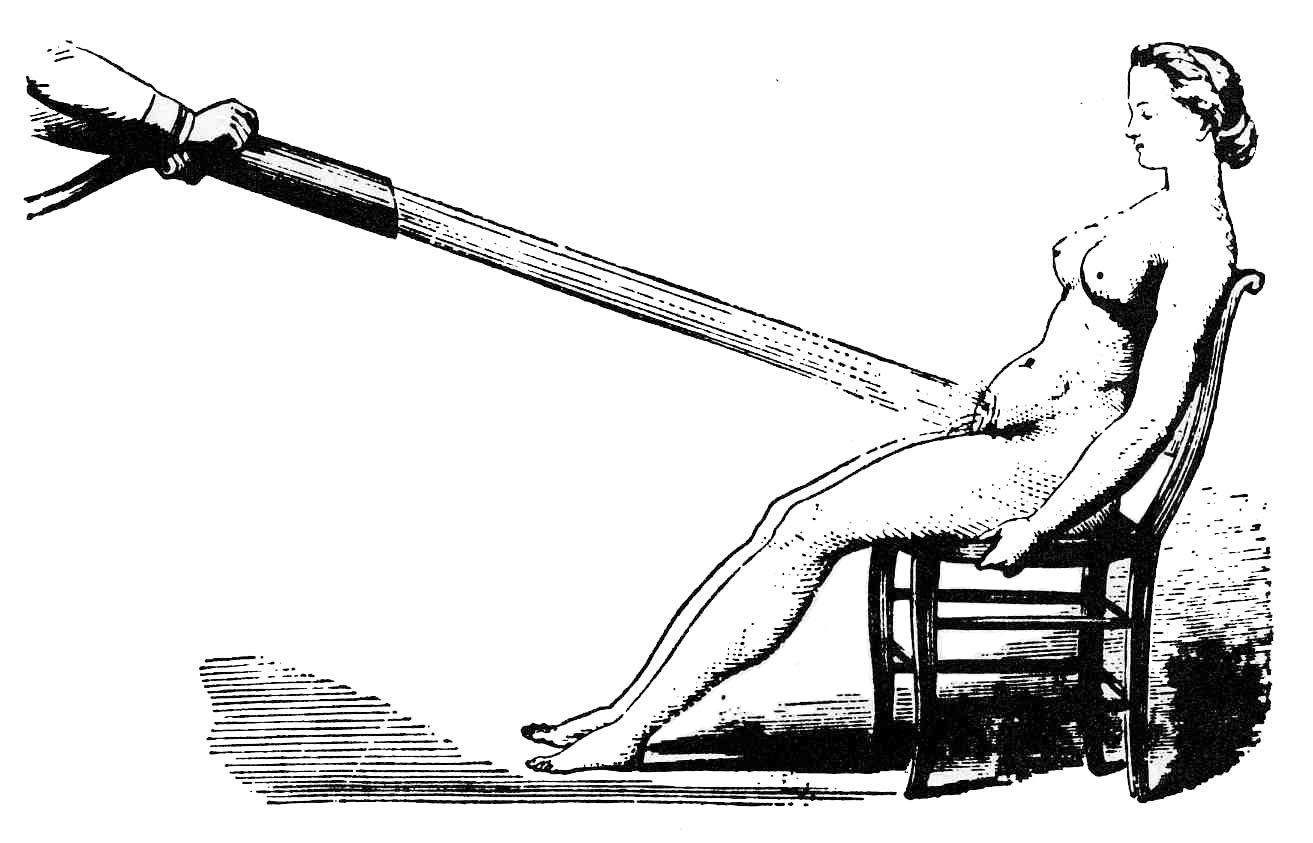
Massatges d'aigua com a tractament per la histèria cap al 1860.

La histèria femenina era una diagnosi, aplicable exclusivament a les dones, que avui ja no es reconeix com a malaltia per part de les autoritats mèdiques modernes. El seu diagnostic i tractament foren rutinaris en la medicina occidental durant segles, fins a finals del segle xix. Durant l'època victoriana fou àmpliament tractada en la literatura mèdica. Es consideraven malaltes les dones que presentaven símptomes com defalliments, insomni, retenció de fluids, pesadesa abdominal, espasmes musculars, respiració entretallada, irritabilitat, pèrdua d'apetit i «tendència a causar problemes».
Les pacients diagnosticades amb histèria femenina havien de rebre un tractament conegut com a “massatge pelvià”, sent una violació curativa per part del metge, que en el context de l'època s'anomenava “paroxisme histèric” en considerar una malaltia el desig sexual reprimit de les dones.

## Història

### Primers registres
La història de la noció de la histèria pot ser traçada des de molt antic; a l'antiga Grècia era descrita als tractats ginecològics del corpus hipocràtic, que data del 5è o 4t segle aC. Al Timeu, un dels diàlegs de Plató, es compara l'úter amb una criatura vivent que vaga pel cos de la dona, "tapant passatges, obstruint la respiració i causant malalties." El concepte d'aquesta patologia, coneguda com a ventre errant, és considerada com la font del posterior concepte d'histèria, que deriva de l'antiga paraula grega per descriure l'úter, ὑστέρα (hystera).
Una altra causa considerada era la retenció d'un suposat semen femení, el qual es barrejaria amb el masculí durant el coit. Aquest semen es pensava que es trobava emmagatzemat al ventre. La histèria, doncs, era esmentada com la "malaltia de la vídua", ja que es pensava que el semen femení es tornava en un element verinós si no s'evacuava a través d'una pràctica regular del coit.

### Seglexix

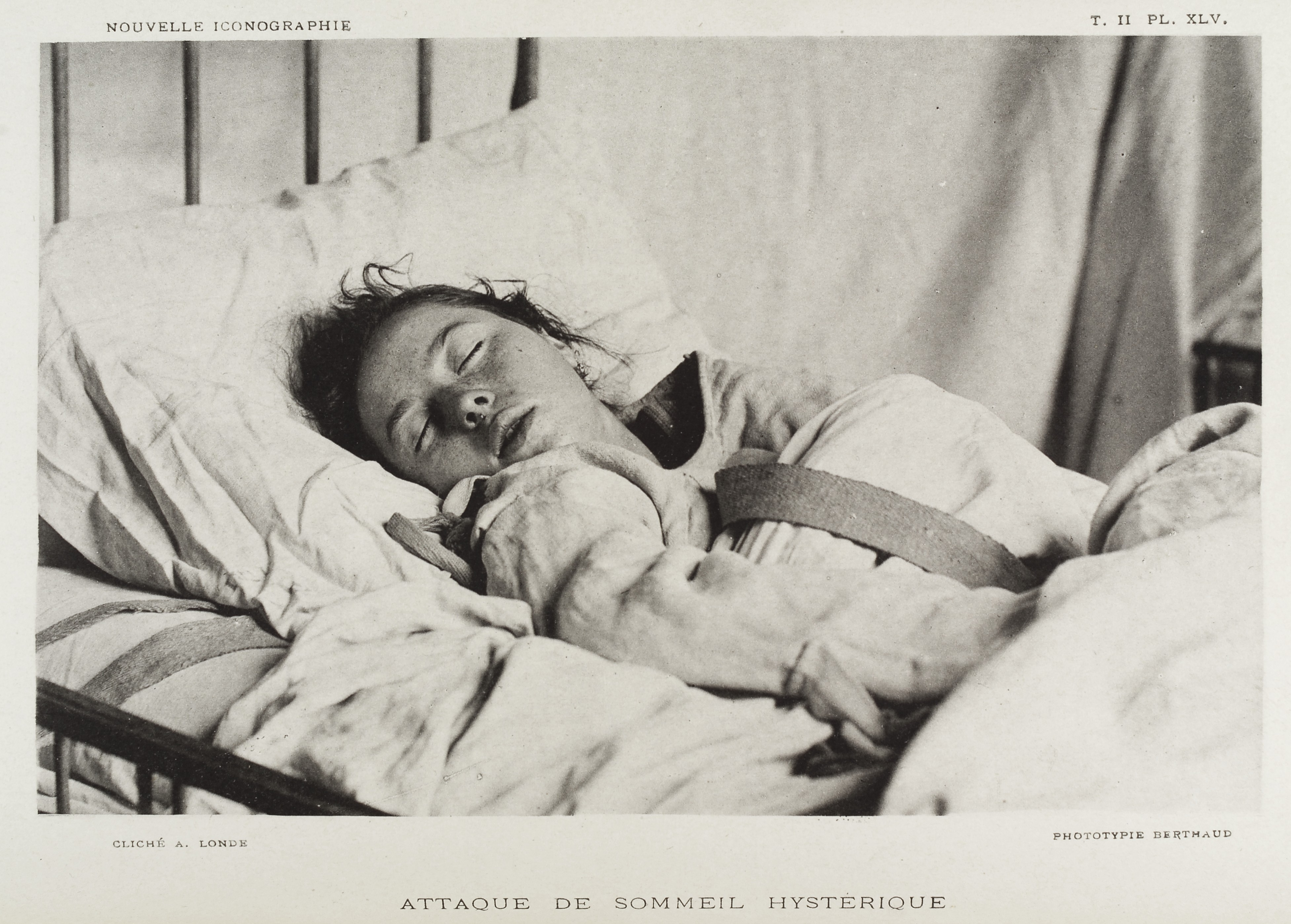
Pacient femenina amb histèria dorment

El metge George Taylor, el 1859, va assegurar que una quarta part de les dones del món patien d'histèria. George Beard, un altre metge, va catalogar setanta-cinc pàgines de possibles símptomes de la histèria, assegurant a més que aquell llistat era incomplet; gairebé qualsevol malaltia podia encaixar en el diagnòstic. Els metges consideraven que l'estrés associat a la vida moderna provocava, a les dones civilitzades, trobar-se més susceptibles i patir més trastorns, desenvolupant així més desordres reproductius. Als Estats Units, aquests desordres en dones van demostrar que els EUA es trobaven a la par que Europa;
 un metge nord-americà va expressar el seu plaer que el país estigués "atrapant" Europa en la prevalença de la histèria.
Rachel Maines va teoritzar que els doctors de l'època clàssica, i fins a principis del segle xx, tractaven normalment la histèria mitjançant la masturbació de les pacients fins a arribar a l'orgasme (pràctica anomenada “paroxisme histèric”), i que l'inconvenient d'haver de realitzar sovint aquesta pràctica va portar a un desenvolupament precoç del mercat de vibradors. Tot i que la postura de Maines sobre la masturbació de pacients femella, fins a arribar a l'orgasme, per tractar la histèria, està àmpliament documentat en la bibliografia sobre anatomia femenina i sexualitat, alguns historiadors discuteixen la hipòtesi de Maines sobre la prevalència d'aquest tipus de tractament, així com la seva rellevància en la invenció del vibrador, descrivint aquest fet com una distorsió de les evidències o només rellevant per un grup extremadament limitat. Maines ha exposat que la seva teoria hauria de tractar-se més aviat d'una hipòtesi, no tant com un fet comprovat.